# Crataegus scabrifolia
Crataegus scabrifolia är en rosväxtart som först beskrevs av Adrien René Franchet, och fick sitt nu gällande namn av Alfred Rehder. Crataegus scabrifolia ingår i Hagtornssläktet som ingår i familjen rosväxter. Inga underarter finns listade i Catalogue of Life.

## Bildgalleri

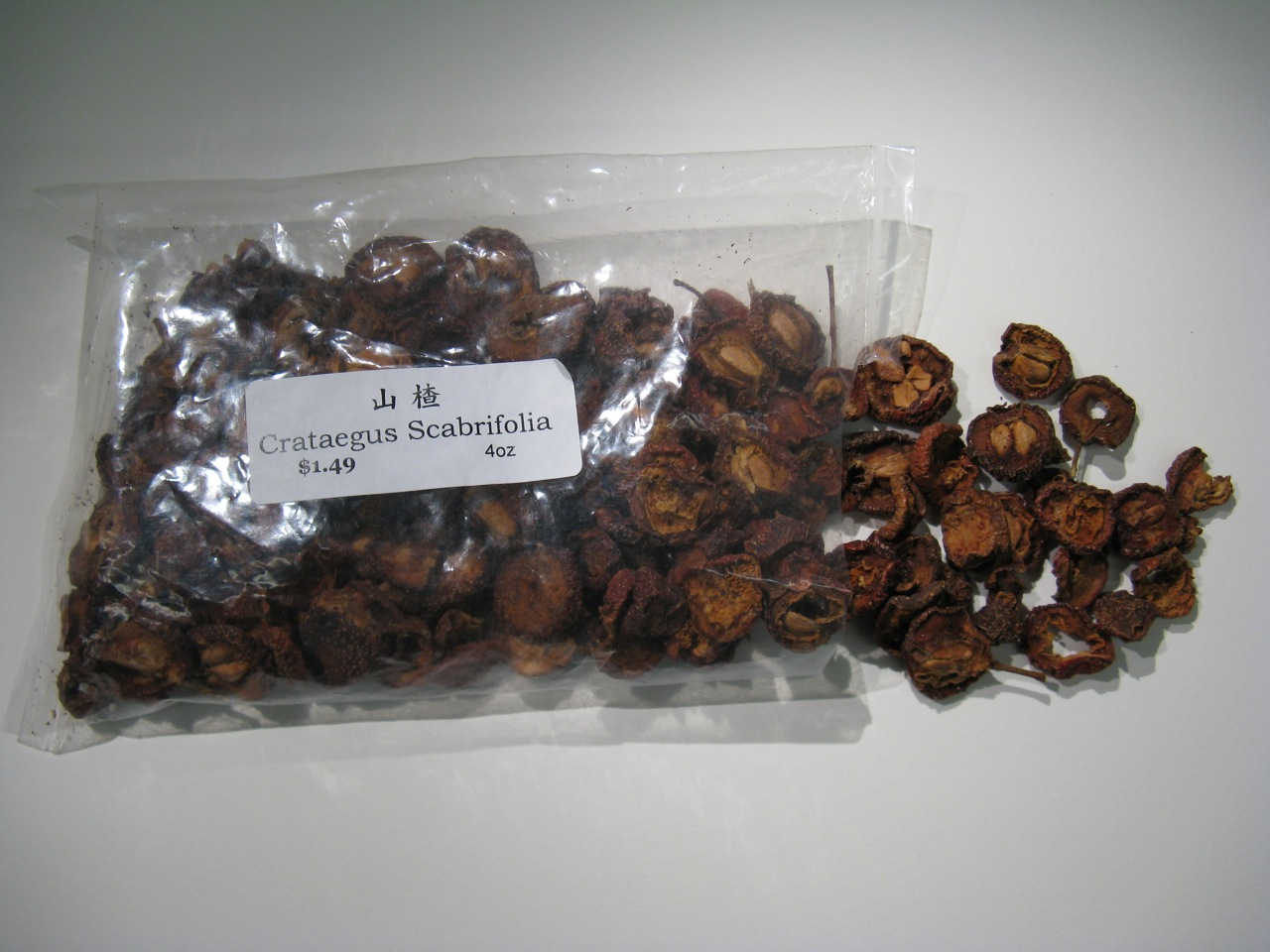